# Teucrium carolipaui
Teucrium carolipaui là một loài thực vật có hoa trong họ Hoa môi. Loài này được Vicioso ex Pau miêu tả khoa học đầu tiên năm 1921 publ. 1922.